# 1760
Cette page concerne l'année 1760  du calendrier grégorien. Pour l'année 1760 av. J.-C., voir 1760 av. J.-C.
L'année 1760 est une année bissextile qui commence un mardi.

## Événements
- 22 janvier : le général britannique Coote défait les Français de Lally à la bataille de Wandiwash. Les Britanniques assiègent Pondichéry (prise le 15 janvier 1761)[1].
- 8 - 16 avril : siège d’Ayutthaya par les Birmans, interrompu par la saison des pluies. Leur roi Alaungpaya meurt sur le chemin du retour[2].
- 10 octobre : début du règne de Ieharu Tokugawa, shogun du Japon (fin en 1786)[3]. Il porte un grand intérêt aux sciences occidentales véhiculées par les « études hollandaises ».

- Le roi de Ségou Tom Mansa est assassiné par ses prétoriens. Un homme du peuple, Ngolo Diarra prend le pouvoir (1766) et étend le royaume de Ségou jusqu’à Tombouctou et Djenné puis lance deux expéditions contre les Mossi de Haute-Volta. Il réinstalle sa capitale à Ségou-Koro, abandonnée plusieurs années plus tôt, et fonde une véritable dynastie qui règne jusqu’en 1862[4].

### Amérique
- 20 mars : incendie de Boston[5].
- 28 avril : 
  - bataille de Sainte-Foy (Québec). L'armée franco-canadienne, sous le commandement du Chevalier François Gaston de Lévis, remporte une victoire sur l'armée britannique aux ordres du général britannique Murray. Les Britanniques sont assiégés[6].
  - Francisco Cajigal de la Vega prend ses fonctions de vice-roi de Nouvelle-Espagne par intérim (fin le 6 octobre)[7].

- 9 mai : une frégate britannique jette l’ancre devant Québec, rejointe par deux autres (15 mai). Ces renforts leur permettent de lever le siège[6].
- 4 juin, Grand dérangement : Arrivée de colons de Nouvelle-Angleterre en Nouvelle-Écosse[8].
- 8 juillet : victoire navale britannique à la bataille de la Ristigouche[9].
- 29 juillet : fondation de Mayagüez à Porto Rico[10].
- 16 -24 août : victoire navale britannique à la bataille des Mille-Îles[9].

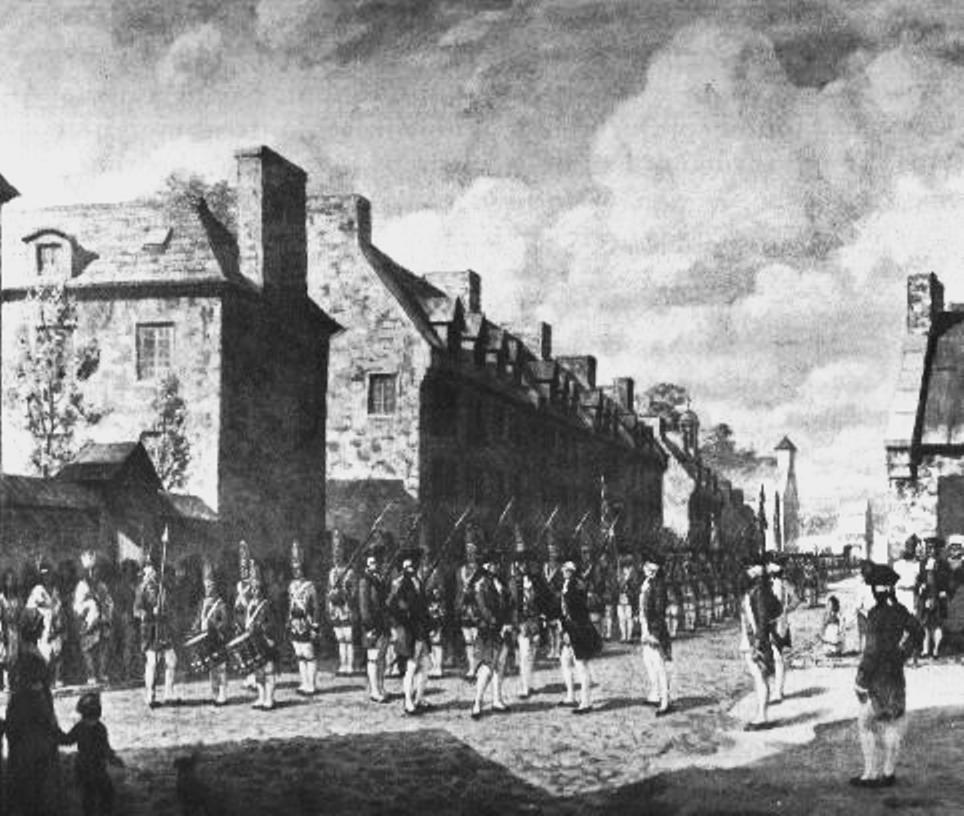
8 septembre : reddition de la Nouvelle-France aux Britanniques, Montréal, 1760.

- 8 septembre : capitulation de Montréal[11]. Les Britanniques sous le commandement du général Jeffrey Amherst défont les Français et prennent Montréal. Fin de la Nouvelle-France, placée sous occupation militaire britannique jusqu'en 1763[12]. James Murray devient gouverneur militaire de Québec, Thomas Gage de Montréal et Ralph Burton de Trois-Rivières[13].
- 21-22 septembre : les habitants de Trois-Rivières remettent leurs armes et prêtent serment de fidélité et de soumission à Sa majesté britannique George II[14].
- 6 octobre : Joaquín de Montserrat prend ses fonctions de vice-roi de Nouvelle-Espagne (fin en 1766)[7].

- Arrivée au Canada de commerçants anglophones originaires de Nouvelle-Angleterre ou de métropole, à la demande du général en chef Amherst afin de pourvoir aux besoins de l’armée et de la population[15].

### Europe

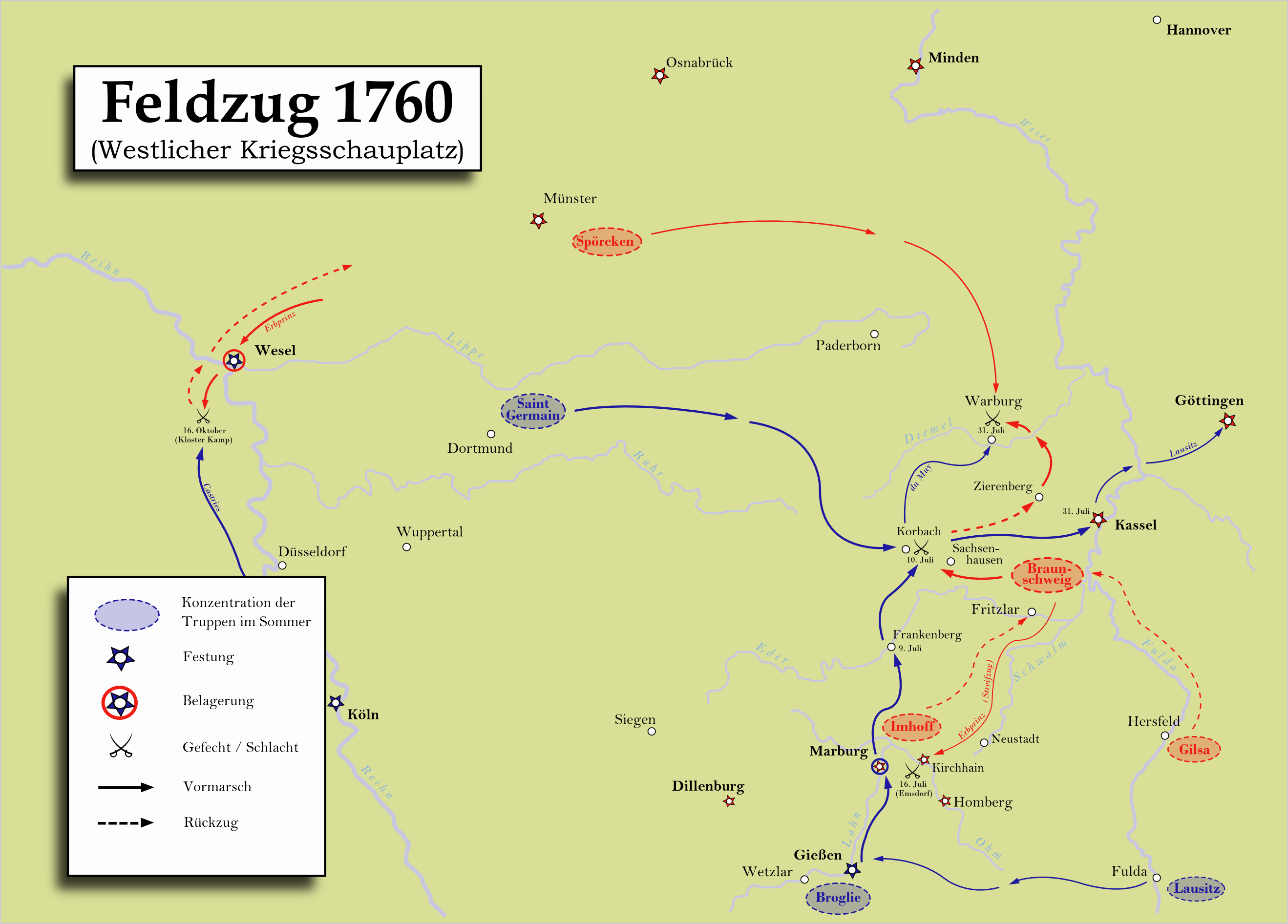
Carte des opérations la guerre de Sept Ans sur le front occidental en 1760.

- 28 février : le corsaire français François Thurot est tué dans un combat au large de l'île de Man[16].

- 21 mars, Saint-Pétersbourg : renouvellement de l’alliance de 1746 entre l’Autriche et la Russie et signature d’une convention entre les mêmes[17]. Choiseul négocie avec l’Autriche pour que la Russie obtienne de la Pologne la rive droite du Dniepr contre la Prusse-Orientale arrachée à Frédéric II[18].
- 22 mars : création d’une commission pour la reforme de l’instruction publique en Autriche (Studienhofkommission)[19]. Le cardinal Migazzi, président de la commission de l’instruction publique, a pour projet l’organisation d’une école primaire obligatoire, projet qui n’aboutira pas faute de moyens financiers. Les jésuites sont écartés au profit des catholiques réformateurs.
- 24 mars, Turin : accords frontaliers entre la France et la Savoie[20].

- 6 juin, Portugal : Marie de Bragance épouse son oncle Pierre III[21].
- 23 juin : défaite de Frédéric II de Prusse à Landshut, près de Glatz[22].

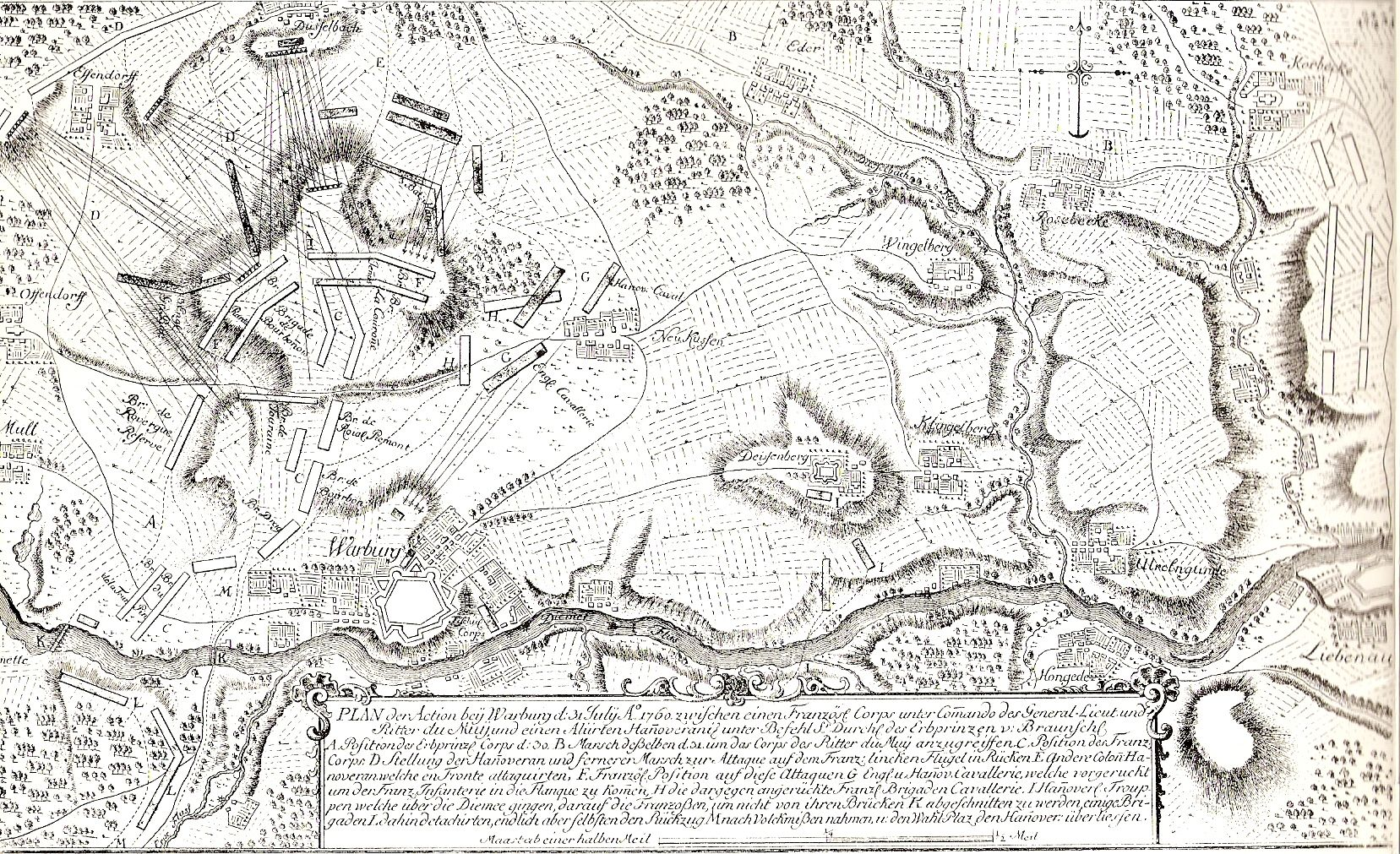
: bataille de Warburg

- 31 juillet : victoire du Hanovre et du Royaume de Grande-Bretagne sur la France à la bataille de Warburg[23].

- 15 août : victoire de la Prusse à Liegnitz sur l’Autriche[24].

- 3-6 octobre[24] (ou le 9[25]) : les troupes russes et autrichienne entrent à Berlin, mettent la ville à contribution puis se séparent à nouveau.
- 15 octobre : victoire française à Klostercamp, sur le Rhin[26], qui n’est pas exploitée à cause des rivalités entre de Broglie et Saint-Germain.
- 25 octobre : mort de George II de Grande-Bretagne. Début du règne de George III de Grande-Bretagne et d'Irlande (George III du Royaume-Uni à partir de 1801) (fin en 1820)[27]. Il se lance avec enthousiasme dans les affaires publiques et connaîtra une popularité réelle. Élevé par un précepteur tory, Lord Bute, il arrive au pouvoir au moment où le courant tory favorable à la prérogative royale s’est dégagé de la fidélité aux Stuart. Avec la centaine de sièges du patronage électoral de la couronne et autant de sièges tory, le roi peut s’appuyer sur une tendance majoritaire à la Chambre (King’s Friends).
- 3 novembre : victoire décisive de Frédéric II à la bataille de Torgau, en Saxe sur les Autrichiens de Daun et Lacy[25]. Les deux armées prennent leur quartiers d’hiver après une convention passé le 11 décembre[24]. La Prusse est épuisée par des opérations défensives contre des adversaires supérieurs en nombre[28].

- 9 décembre : organisation d’un Conseil d’État (Staatsrat) en Autriche[29]. Organisme délibérant, il coiffe tous les services de la cour et est chargé de coordonner l’action des différentes administrations. Il est composé de six membres, trois de l’aristocratie partant le titre de ministre d’État et trois de la petite noblesse qualifiée de conseillers d’État ; il est présidé par le chancelier Kaunitz.
- 13 décembre, Russie : décret limitant les droits des maîtres sur leurs serfs en matière de justice criminelle. La déportation est substituée aux châtiments corporels[30].

- Marie-Thérèse fonde l’unité des gardes de corps nobiliaires, destinée à l’enseignement de 120 officiers hongrois et transylvaniens[31]. Ses élèves participeront au renouveau littéraire hongrois des années 1780 inspiré des Lumières (Bessenyei).

## Naissances en 1760
- 6 janvier : Louis-Désiré-Joseph Donvé, peintre français († 3 décembre 1802).
- 10 janvier :
  - Guillaume Guillon Lethière, peintre français († 22 avril 1832).
  - Johann Rudolf Zumsteeg, musicien allemand († 27 janvier 1802).

- 2 mars : 
  - Camille Desmoulins, avocat, journaliste et révolutionnaire français († 5 avril 1794).
  - Christina Charlotta Cederström, membre de l’Académie royale des arts de Suède et de l'Académie des beaux-arts française († 1832).
- 13 mars : Charles-Albert Demoustier, écrivain français († 2 mars 1801).
- 17 mars : Gabriel Císcar, officier de marine, mathématicien, enseignant, homme politique et poète espagnol († 12 août 1829).

- 10 mai : Rouget de Lisle, officier et compositeur français († 26 juin 1836).
- 29 mai : Louis-Michel Lepeletier de Saint-Fargeau, homme politique français († 20 janvier 1793).

- 11 juin : Maria Cosway, peintre et graveuse italo-anglaise († 5 janvier 1838).
- 22 juin : Martin Johann Jenisch (père), marchand et homme politique allemand († 29 janvier 1827).

- 1er août : Wilhelm Anton von Klewitz, homme politique prussien († 26 juillet 1838).

- 13 septembre : Louis-Charles Foucher, homme politique canadien († 26 décembre 1829).
- 14 septembre : Luigi Cherubini, compositeur italien († 15 mars 1842).

- 16 octobre : Jonathan Dayton, homme politique américain († 9 octobre 1824).
- 22 octobre : Costanzo Angelini, peintre, graveur et écrivain italien († 22 juin 1853).

- Octobre ou novembre : Katsushika Hokusai, graveur et peintre japonais († 10 mai 1849).

- 8 novembre : Asensio Julià, peintre et graveur espagnol († 22 février 1832).
- 20 novembre : José Félix de Restrepo, pédagogue, magistrat et juriste colombien († 23 septembre 1832).
- 23 novembre : François Noël Babeuf dit Gracchus Babeuf révolutionnaire († 27 mai 1797).

- 26 décembre :
  - Bruno Blanchet, homme politique haïtien († 15 avril 1822).
  - José Juan Camarón y Meliá, peintre et graveur espagnol († 11 janvier 1819).

- Date précise inconnue :
  - Lemuel Francis Abbott[32], peintre britannique († 5 décembre 1802).
  - Pavel Brioullo, sculpteur et peintre russe († 1er janvier 1833).
  - Luigi Frisoni, peintre italien († 10 janvier 1811).
  - Doust Ali Moayyer ol-Mamalek, homme d'État iranien († 1821).

- Vers 1760 :
  - Johann David Hermann, pianiste et compositeur allemand († 1846).
  - Pierre Lieou, laïc chinois converti au christianisme, martyr, saint († 17 mai 1834).

## Décès en 1760
- 10 janvier : Felix Anton Scheffler, peintre et fresquiste allemand de l'époque baroque et  rococo (° 29 août 1701).
- 22 janvier : Gianantonio Guardi, peintre italien (° 27 mai 1699).
- 13 février : Mouhammad Shah Khan, prince moghol d'origine afghane, membre de la dynastie des Durrani, branche du Clan Abdali (° ?).
- 4 mars : Charlotte de Rohan, princesse de Condé (° 7 octobre 1737).
- 10 mars : Christoph Graupner, compositeur allemand (° 13 janvier 1683).
- 12 avril : Louis de Silvestre, peintre d’histoire et portraitiste français (° 23 juin 1675).
- 14 avril : Domenico Pecchio, peintre italien (° 20 mai 1687).
- 9 mai : Nicolas Louis de Zinzendorf, prédicateur du mouvement des Frères moraves (° 26 mai 1700).
- 11 mai : Alaungpaya, fondateur de la dynastie Konbaung de Birmanie (° 24 septembre 1714).
- 22 mai : Israël ben Elizer, mystique juif, fondateur du mouvement hassidique qui tend à isoler les Juifs polonais des influences étrangères (° 25 août 1698).
- 30 juillet : Mouhammad Bakir Khan, prince afghan, membre de la dynastie Durrani, branche du Clan Abdali (° 1680).
- 31 juillet : Adrien Manglard, peintre et graveur français (° 12 mars 1695).
- 25 octobre : Georges II, roi de Grande-Bretagne et d'Irlande (° 10 novembre 1683).
- 28 novembre : Louis-Urbain Aubert, marquis de Tourny, administrateur d'Ancien Régime, intendant de Limoges et de Bordeaux (° 1695).
- 28 novembre : Pietro Paolo Vasta, peintre italien (° 31 juillet 1697).
- 8 décembre : Francesco Conti, peintre italien de l'école florentine (° 1681).
- Date précise inconnue :
  - Carlo Borsetti, peintre italien (° 20 octobre 1698).
  - Donato Paolo Conversi, peintre italien (° 1690).
  - Saral, militaire mongol.
  - Zhang Geng, peintre chinois (° 1685).